# Vlaggenmast

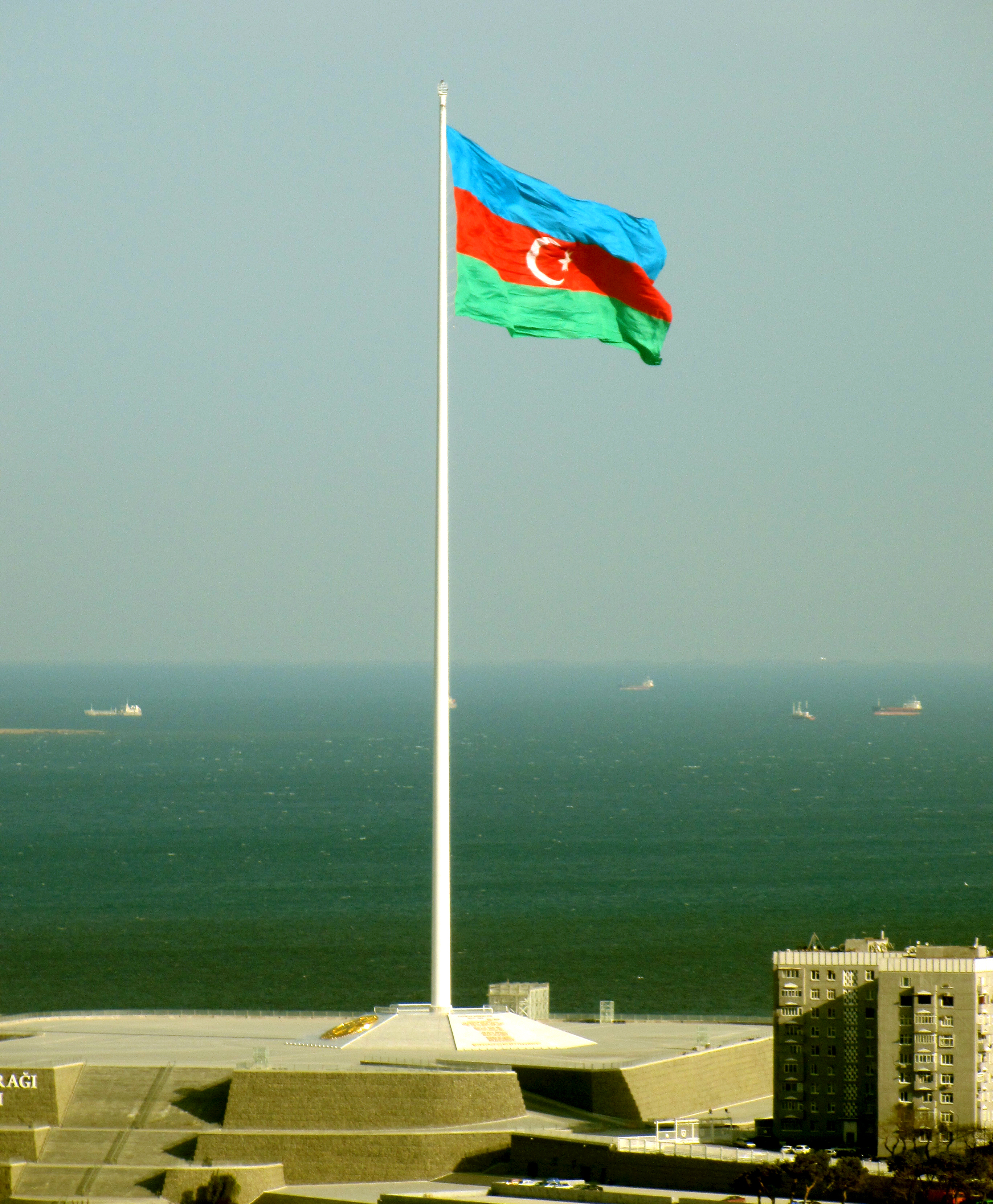
De vlaggenmast op het Nationale Vlagplein in Bakoe (Azerbeidzjan) is 162 meter hoog

Een vlaggenmast of vlaggenstok is een dunne paal waaraan een vlag wordt bevestigd. Een vlaggenmast is hoog en staat verticaal, een vlaggenstok kan ook schuin of horizontaal worden opgesteld.

## Geschiedenis
Een vlaggenmast is oorspronkelijk ontstaan vanuit de scheepvaart. De eerste vlaggenmasten waren van hout en werden gedraaid uit één boomstam. De productie van vlaggenmasten op deze manier was erg prijzig en nam veel tijd in beslag. Vlaggenmasten voor commercieel gebruik kwamen pas in opkomst nadat aluminium zijn intrede deed in de markt. Vlaggenmasten konden toen sneller er goedkoper geproduceerd worden.
Bij attractieparken, recreatieparken, bedrijventerreinen en evenementen zijn steeds meer vlaggenmasten te vinden.

## Materialen
Veel gebruikte materialen zijn polyester, aluminium en hout. Alle materialen hebben voor- en nadelen. Polyester is voordelig in aanschaf, onderhoudsvrij en evenaart de kwaliteit van een aluminium vlaggenmast. Anders dan bij aluminium exemplaren, loopt bij een polyester vlaggenmast een naad van boven naar beneden.
Hout heeft een klassieke uitstraling. De houten vlaggenmast wordt vaak meerdere keren gelakt om een mooie klassieke uitstraling te krijgen. Hout is een natuurproduct en heeft daardoor niet het eeuwige leven. De levensduur van een houten mast is ongeveer 10 jaar.

## Mastknop
Een vlaggenmast is aan de bovenzijde voorzien van een mastknop (in de zeevaart ook wel mastkloot genoemd), waarin een deel van het hijsmechanisme verwerkt kan zijn. Zo niet, dan dient de knop uitsluitend ter versiering. De knop is altijd breder dan de diameter van de mast en kan doos-, bol- of uivormig zijn. In Nederland zijn de mastknoppen meestal oranje, wellicht om aan te sluiten bij de oranje wimpel die soms boven de vlag gehesen wordt. In België zijn ze doorgaans zwart. Zilver- en goudkleurige knoppen komen ook vaak voor. Soms heeft de mast aan het uiteinde geen knop, maar een gesneden figuur als versiering. Deze figuren zijn dan vaak afgeleid van het wapen dat bij de drager van de vlag hoort. In Zweden en in Groot-Brittannië (maar niet in Nederland) de vlaggenmasten op de koninklijke paleizen hebben de gesneden figuur in de vorm van een kroon.

## Plaatsingsmogelijkheden
Een vlaggenmast kan op verschillende manieren geplaatst worden. Er zijn drie manieren te onderscheiden binnen het monteren van een vlaggenmast:
- In een grondbuis: bij deze methode wordt de mast in een koker geschoven die ongeveer 1 meter in de grond gegraven is. Het grote voordeel bij deze methode is dat de mast er uitgetild kan worden.
- Met een kantelvoet of kantelanker: hierbij wordt de vlaggenmast op een betonnen poer geplaatst en door middel van stelmoeren vastgezet. Het voordeel hierbij is dat de vlaggenmast gemakkelijk gekanteld kan worden en de volle lengte boven de grond staat.
- In een val- of muurbeugel: bij veel huizen, vooral als er geen voortuin is, worden vlaggenstokken onder een hoek tegen de muur geplaatst. De vlaggenmast is dan bevestigd door middel van een valbeugel. Ook kan de vlaggenmast aan de muur bevestigd worden, dan wordt er gebruikgemaakt van muurbeugels.

## Hijsmethoden
Een vlaggenmast heeft vaak een katrol aan de mastknop en een kikker onderaan om de vlaggenlijn vast te maken. De vlaggenlijn wordt vastgemaakt aan een oogje bovenaan de vlag en aan de lijn onder de vlag. Een nadeel hiervan is dat de vlaggenlijn tegen de mast gaat tikken, wat veel mensen als irritant ervaren.
Tegenwoordig zijn veel vlaggenmasten hol. De vlaggenlijn loopt door de mast heen en komt op borsthoogte (ongeveer 1,2 meter) in een klein kastje weer naar buiten. Aan de onderzijde van de vlag wordt geen lijn geknoopt, de onderzijde is verzwaard en is bevestigd aan een ring die ruim om de mast past. Het kastje onderaan kan afsluitbaar zijn, zodat diefstal van de vlag vermeden wordt. De inwendige vlaggenlijn heeft het voordeel dat hij niet tegen de vlaggenmast tikt.
Bij een korte vlaggenstok ontbreekt vaak het hijsmechanisme. Aan de knop bevindt zich een haakje waaraan de vlag wordt opgehangen.

## Uithouder
Meestal is een vlag breder dan hoog (zoals de Nederlandse vlag), maar steeds meer bedrijven maken gebruik van een baniervlag. Dit is een vlag die hoger is dan breed. Een baniermast heeft in de top een uithouder die met de wind meedraait en die ervoor zorgt dat de vlag ook bij windstilte blijft uitstaan en zichtbaar blijft.
De vlaggen die door astronauten op de maan werden gezet, hadden ook een uithouder, maar om een andere reden: het waait nooit op de maan.